# Маханид
Маханид (др.-греч. Μαχανίδας; погиб в 207 году до н. э. под Мантинеей, Аркадия) — древнегреческий политический деятель и военачальник, правитель Спарты в 212/11—207 годах до н. э., именуемый в ряде источников тираном. Воевал с Ахейским союзом, завоевал Тегею в Аркадии. В 207 году до н. э. в битве при Мантинее с ахейцами, которыми командовал Филопемен, потерпел поражение и погиб.

## Биография
Первые упоминания о Маханиде в сохранившихся источниках относятся ко времени после 212 или самое позднее после 211 года до н. э., когда он стал правителем Спарты после смерти царя Ликурга из династии Эврипонтидов. Точной информации о том, как именно Маханид получил и удерживал власть, нет. Согласно одной из гипотез, он был наёмником из тарентинцев и телохранителем царя, а по другой версии, он сам принадлежал к царской династии. Некоторые источники называют Маханида опекуном при малолетнем сыне Ликурга Пелопе; немецкий антиковед Г. Берве уверен, что эти данные не соответствуют действительности, автор биографии Маханида в «Паули-Виссова» В. Эренберг, российские исследователи Л. Печатнова и Н. Сивкина считают их достоверными.
Маханид не носил царский титул. Античные авторы единодушно причисляют его к тиранам, поскольку он опирался на преданных ему наёмников и вёл агрессивную внешнюю политику. При этом исследователи отмечают, что Маханид правил разумно (без характерных для многих тираний эксцессов), солдат использовал исключительно против внешнего врага, и его власть, по-видимому, имела какую-то законную основу. В источниках в связи с событиями начала II века до н. э. упоминается «великое множество рабов», получивших от тиранов свободу и спартанское гражданство; предположительно Маханид был одним из этих тиранов наряду со своим преемником Набисом. Возможно, он пытался наделить своих наёмников землёй.
Сохранившиеся источники содержат только фрагментарные данные о военной деятельности Маханида. По словам Плутарха, этот правитель «с большим, сильным войском угрожал всему Пелопоннесу». Он завоевал Тегею в Аркадии (предположительно в 209 году до н. э.) и, по-видимому, «Бельбинскую область», принадлежавшую Мегалополю, в том же регионе (в 208 году до н. э.); постоянно угрожал южным границам Ахейского союза, так что ахейцы были вынуждены просить помощи у Македонии. В 208 году до н. э. Маханид готовил вторжение в Элиду во время подготовки к Олимпийским играм, но отказался от этой идеи, когда в Пелопоннесе появился с войском Филипп V Македонский. Исследователи видят во всех этих действиях Маханида не бессистемную агрессию, а участие в большой коалиционной войне, где врагами Спарты были ахейцы и Македония, а союзниками — этолийцы и Римская республика. При этом Маханид не заключил союз с Римом напрямую: он контактировал только с этолийцами.
В начале 207 года до н. э. новый стратег ахейцев Филопемен собрал под аркадийской Мантинеей большую армию для похода на Спарту, но Маханид, уверенный в своих силах, решил напасть первым. У Мантинеи произошла решающая битва, описанная Полибием. Маханид лично возглавил атаку наёмников на правом крыле, обратил левый фланг противника в бегство, но, вместо того, чтобы громить остальную часть ахейского войска, бросился преследовать бегущих. Тем временем ахейцы восстановили свою боевую линию. Когда спартанская фаланга, наступая, преодолевала длинный ров, пересекавший всё поле, ахейцы атаковали её и обратили в бегство. Маханид, увидев всё это, остановил преследование и попытался прорваться назад через вражеские порядки, но был покинут почти всеми своими людьми. В тот момент, когда он скакал вдоль рва, ища место для переправы, Филопемен ударил его копьём и убил на месте. У трупа тут же отрубили голову.
Ахейцы, воодушевлённые гибелью Маханида, легко взяли Тегею, а затем долго грабили Лаконику, не встречая сопротивления. Эренберг констатирует, что поведение Маханида в последнем бою характеризует его как человека энергичного, но при этом неразумного и слишком эмоционального. Поражение при Мантинее означало для Спарты потерю армии, из-за чего следующий правитель полиса, Набис, оказался в крайне сложном положении.